# Vulcan (Star Trek)
Vulcan is de oorsprongsplaneet van de Vulcans, een fictief buitenaards ras uit het universum van de televisieserie Star Trek. Ze zijn de eerste buitenaardse wezens die contact zochten met mensen. Dit gebeurde toen de mens de warp-technologie uitvond en toepaste.
Vulcans zijn erg behulpzaam geweest met de verdere ontwikkeling en organisatie van de Verenigde Federatie van Planeten. Maar ook terughoudend met hun hulp aan de mens, die echt aan de Vulcans heeft moeten bewijzen dat hij "rijp" was voor de rest van het universum.
Oorspronkelijk waren Vulcans een oorlogszuchtig volk. Ze hadden zichzelf bijna uitgeroeid. Geleid door wat de Vulcans als hun belangrijkste profeet beschouwen, Surak, hebben ze geleidelijk afstand gedaan van het uiting geven aan hun emoties, en zijn alleen de logica als leidraad van hun handelen gaan stellen. Doordat ze hun emoties onderdrukken hebben sommige Vulcans zware psychologische problemen (al dan niet door ziekte); iets wat als privé en gênant wordt beschouwd. Onderdrukken betekent niet dat ze het niet voelen, een misverstand dat vaak wordt gemaakt. Hun levensmotto is logica. Alles is Logisch, behalve de pon farr (een soort bronstperiode), die eens in de zeven jaar voorkomt.
Deze revolutie in het gedrag van de Vulcans leidde tot de afsplitsing van een groot deel van de bevolking die zich in een ander planetenstelsel gingen vestigen. Deze groep werd later bekend als de Romulans.
De Vulcans staan bekend om hun mentale en telepathische mogelijkheden. Ze zijn herkenbaar aan hun puntige oren en hun van het midden naar lateraal omhoog lopende wenkbrauwen. Ze hebben geen rood, maar groen bloed met een koperbevattend zuurstoftransporteiwit. Niettemin blijkt kruising met de mens mogelijk: Spock, de eerste officier (wetenschappelijke dienst) onder kapitein James T. Kirk is een halfbloed mens/vulcan.
Borg-aanduiding: soort 3259.
Een aantal bekende Vulcans:
- Spock (half mens)
- Surak
- Tuvok
- T'Pau
- T'Pol

## Alternatieve realiteit
In de alternatieve realiteit, te zien in de film Star Trek (2009) wordt de planeet Vulcan in het jaar 2258 vernietigd samen met bijna al haar inwoners middels een kunstmatig zwart gat gecreëerd door de Narada, een vermist Romulaans schip uit de toekomst. De kapitein van het sterrenschip, Nero, een Romulaans mijnwerker uit de 24e eeuw, wil alle werelden van de Verenigde Federatie van Planeten vernietigen, te beginnen met de planeet Vulcan. Hij doet dit uit wraak voor het uitblijven van hulp aan de Romulans toen de planeet Romulus werd vernietigd door een grote ramp. Nero houdt Spock persoonlijk verantwoordelijk voor de vernietiging van de planeet Romulus, meer dan een eeuw later. Spock schat dat niet meer dan 10.000 Vulcan tijdig konden vluchten van de planeet Vulcan en dus wisten te overleven. 6 miljard Vulcans komen om, ook Amanda Grayson, echtgenote van Vulcan ambassadeur Sarek en moeder van Starfleet officier Spock. Een oudere Spock uit de 24e eeuw, welke via hetzelfde zwarte gat reisde als Nero, gaat met de overlevenden op zoek naar een nieuwe thuisplaneet om daar opnieuw te beginnen.